# Eric Miller (calciatore)
Eric Miller (Jacksonville, 15 gennaio 1993) è un calciatore statunitense, difensore dei Portland Timbers.

## Carriera

### Club
Ha cominciato a giocare nel settore giovanile del Minnesota Thunder, per passare quindi alla squadra dell'Università di Creighton e infine nelle giovanili dei Portland Timbers.
Nel 2014 è la prima scelta al draft dell'Impact de Montréal, quinta in ordine di scelta. Debutta nella stessa stagione in Major League Soccer.
Dopo due stagioni viene ceduto ai Colorado Rapids. Nel 2018 si trasferisce al Minnesota Utd e il 29 luglio 2019 viene acquistato per 1,3 milioni di euro dal New York City.

## Palmarès

### Club

#### Competizioni nazionali
- Canadian Championship: 1

Montréal Impact: 2014